# Regulus madeirensis
Regulus madeirensis е вид птица от семейство Regulidae.

## Разпространение
Видът е разпространен в Португалия.